# Aş Şaff
Aş Şaff är en ort i Egypten.   Den ligger i guvernementet Giza, i den centrala delen av landet, 60 km söder om huvudstaden Kairo. Aş Şaff ligger 27 meter över havet och antalet invånare är 38 213.
Terrängen runt Aş Şaff är platt. Runt Aş Şaff är det ganska tätbefolkat, med 108 invånare per kvadratkilometer. Närmaste större samhälle är Aţfīḩ, 17,7 km söder om Aş Şaff. Omgivningarna runt Aş Şaff är i huvudsak ett öppet busklandskap.